# Адемола Лукман
Адемола Лукман (англ. Ademola Lookman, нар. 20 жовтня 1997, Лондон) — англійський і нігерійський футболіст, нападник та фланговий півзахисник італійської «Аталанти» і національної збірної Нігерії. У складі молодіжної збірної Англії — чемпіон світу 2017 року.

## Клубна кар'єра
Народився 20 жовтня 1997 року в Лондоні. Вихованець юнацького футбольного клубу «Ватерлоо». У 2014 році приєднався до академії футбольного клубу «Чарльтон Атлетік». 3 листопада 2015 року Лукман дебютував в основному складі «Чарльтона» в гостьовому матчі Чемпіоншипу проти «МК Донс», вийшовши на заміну на 65 хвилині гри. Перший гол за «еддікс» Лукман забив 5 грудня 2015 року у ворота «Брайтон енд Гоув Альбіон», а ще через 10 днів відзначився дублем у ворота «Болтон Вондерерз». Всього в дебютному сезоні у професійному футболі Лукман відзначився п'ятьма голами в 24 іграх за «Чарльтон», який вилетів з Чемпіоншипу.
Сезон 2016/17 починав також в «Чарльтоні», де за половину сезону взяв участь ще у 21 матчі Першої ліги і забив п'ять голів. Крім того, відзначився двома забитими м'ячами у трьох іграх Кубка Англії.
5 січня 2017 року «Евертон» оголосив про підписання контракту з Лукманом на 4,5 роки. Сума трансферу склала 7,5 мільйонів фунтів стерлінгів, а згодом вона може збільшитися до 11 мільйонів. 15 січня 2017 року дебютував у англійській Прем'єр-лізі у поєдинку проти «Манчестер Сіті», вийшовши на заміну на 90-ій хвилині і на 4-й хвилині доданого часу відзначившись забитим м'ячем. Всього в дебютному сезоні в «Евертоні» зіграв у восьми матчах і забив один гол.
31 січня 2018 року на правах оренди до кінця сезону 2017/18 перейшов у німецький клуб «РБ Лейпциг». Дебютував у Бундеслізі 3 лютого 2018 року, коли вийшов на заміну на 78-ій хвилині гри проти «Боруссії» з Менхенгладбаху. Через 10 хвилин Лукман забив єдиний гол у цьому матчі. Загалом за півроку відіграв за команду 11 матчів у національному чемпіонаті, забивши 5 голів.
Згодом відіграв сезон 2018/19 в «Евертоні», після чого повернувся до «РБ Лейпцига» на умовах повноцінного п'ятирічного контракту. Утім після повернення до Німеччини не заграв, провівши за сезон 2019/20 лише 11 матчів без забитих голів. У вересні 2020 року повернувся на батьківщину, ставши на правах оренди гравцем «Фулгема».
Сезон 2021/22 знову провів в англійській Прем'єр-лізі, граючи також як орендований гравець за «Лестер Сіті».
4 серпня 2022 року за орієнтовні 15 мільйонів євро перейшов до італійської «Аталанти», з якою уклав чотирирічну угоду. Дебютував за нову команду у першій же грі Серії A сезону 2022/23 проти «Сампдорії», вийшовши на заміну по ходу другого тайму і відзначившись забитим голом у доданий час.

## Виступи за збірні
У 2016 році виступав у складі юнацької збірної Англії до 19 років, брав участь у юнацькому чемпіонаті Європи 2016 року, ставши півфіналістом турніру. Всього взяв участь у 5 іграх на юнацькому рівні.
Незабаром почав грати за молодіжну збірну Англії до 20 років, у складі якої влітку 2017 року став чемпіоном світу у цій віковій категорії. На турнірі взяв участь у шести матчах англійців і відзначився трьома забитими голами. З вересня 2017 року став виступати за молодіжну збірну Англії до 21 року.
Адемола народився в Англії в родині нігерійців, тому мав право вибирати за яку з цих двох національну збірну виступати. На початку 2017 року Лукман відмовився від можливості виступати за збірну Нігерії.
У подальшому неодноразово повторно відхиляв запрошення від Федерації футболу Нігерії, утім з часом змінив думку і на початку 2022 року змінив футбольне громадянство, після чого в березні дебютував в офіційних іграх за національну збірну Нігерії.
| Дата      | Місто  | Господарі           | Результат | Гості        | Турнір                                  | Голи | Примітки |
| --------- | ------ | ------------------- | --------- | ------------ | --------------------------------------- | ---- | -------- |
| 25-3-2022 | Кумасі | Гана                | 0 – 0     | Нігерія      | Відбір до ЧС 2022                       | -    | 74'      |
| 29-3-2022 | Абуджа | Нігерія             | 1 – 1     | Гана         | Відбір до ЧС 2022                       | -    | 61'      |
| 9-6-2022  | Абуджа | Нігерія             | 2 – 1     | Сьєрра-Леоне | Відбір до Кубка африканських націй 2023 | -    | 82'      |
| 13-6-2022 | Агадір | Сан-Томе і Принсіпі | 0 – 10    | Нігерія      | Відбір до Кубка африканських націй 2023 | 1    | 71'      |
| Усього    |        | Матчів              | 4         |              | Голів                                   | 1    |          |

## Досягнення
- Переможець Ліги Європи УЄФА (1):

«Аталанта»: 2023–24
- Чемпіон молодіжного чемпіонату світу U-20: 2017